# Dan Spencer
Dan Spencer (Vancouver, Washington, 1965. szeptember 10. –) amerikai baseballozó és baseballedző, 2020-tól a Linfield Wildcats vezetőedzője.

## Edzői pályafutása
Tizenegy évig az Oregon State Beavers munkatársa volt. Utolsó három szezonjában toborzó volt, a csapat pedig megnyerte a College World Seriest.
2007. július 2-án a Texas Tech Red Raiders társ-vezetőedzőjévé nevezték ki. 2008 októberében a Collegiate Baseball Magazine az év dobóedzőjének nevezte. 2008. április 29-én Larry Hays lemondása miatt vezetőedzővé léptették elő.
2012 júliusában a New Mexico Lobos, 2015 júniusában pedig a Washington State Cougars dobóedzője lett.
2019. június 19-én a Linfield Wildcats vezetőedzőjévé nevezték ki.

## Eredményei vezetőedzőként
| Szezon                                     | Eredmény                    | Eredmény                    | Helyezés                    |
| Szezon                                     | Összesen                    | Konferencia                 | Helyezés                    |
| Green River Gators (NWAACC)                | Green River Gators (NWAACC) | Green River Gators (NWAACC) | Green River Gators (NWAACC) |
| ------------------------------------------ | --------------------------- | --------------------------- | --------------------------- |
| Eredmény:                                  | 131–67                      | –                           | –                           |
| Texas Tech Red Raiders (Big 12 Conference) |                             |                             |                             |
| 2009                                       | 25–32                       | 12–15                       | 7.                          |
| 2010                                       | 28–29                       | 13–14                       | 5.                          |
| 2011                                       | 33–25                       | 12–17                       | 7.                          |
| 2012                                       | 29–26                       | 7–17                        | T–8.                        |
| Eredmény:                                  | 115–112                     | 44–61                       |                             |
| Összesen:                                  | 246–179                     | –                           | –                           |

## Fordítás
- Ez a szócikk részben vagy egészben  a   Dan Spencer című angol Wikipédia-szócikk ezen változatának fordításán alapul.  Az eredeti cikk szerkesztőit annak laptörténete sorolja fel. Ez a jelzés csupán a megfogalmazás eredetét és a szerzői jogokat jelzi, nem szolgál a cikkben szereplő információk forrásmegjelöléseként.